# Nieuwkerken-Waas
Nieuwkerken-Waas (fr. Nieukerken-Waes) – dzielnica (deelgemeente) miasta Sint-Niklaas w Belgii, w Regionie Flamandzkim, w prowincji Flandria Wschodnia, w okręgu Sint-Niklaas. 1 stycznia 2020 roku liczyła 6080 mieszkańców. Do 31 grudnia 1976 samodzielna gmina. 

## Demografia
Liczba mieszkańców, stan na 1 stycznia:
| Rok                | 1930 | 1947 | 1961 | 2020 |
| ------------------ | ---- | ---- | ---- | ---- |
| Liczba mieszkańców | 3912 | 4198 | 4744 | 6080 |

## Transport
Znajduje się tutaj stacja kolejowa Nieuwkerken-Waas.